# 波克羅夫斯凱 (巴什坦卡區)
47°11′11″N 32°37′10″E / 47.18639°N 32.61944°E
波克羅夫斯凱（烏克蘭語：Покровське）是烏克蘭南部的村莊，由尼古拉耶夫州巴什坦卡區的希羅克市鎮負責管轄。該村始建於1923年，面積0.04平方公里，海拔高度61米，2001年人口95，人口密度每平方公里2,159.1人。